# Korzáři (Středozem)
Korzáři byli ve fiktivním světě J. R. R. Tolkiena lidé z frakcí a států námořníků, žoldáků, vojáků a pirátů, které osidlovali pobřeží regionů, podnikaly nájezdy na pobřeží mnoha zemí a napadaly obchodní trasy a lodě na moři. Korzáři bojovali sami za sebe, útočili na lodě a pobřeží podle vlastních potřeb nebo podle potřeb zemí, které je najaly pro akce  proti jejich nepřátelům. Korzáři se skládali z různých frakcí Východňanů, Haradských, Černých Númenorejců a Temných Dúnadanů, a jejich flotily drancovaly pobřeží Středozemě, Haradu, Rhûnu, a ostatních kontinentů Ardy. Nejznámější frakcí korzárů byli Korzáři z Umbaru, kteří drancovali pobřeží Gondoru a dokonce se zapojili do válek proti jižním Dúnadanům.

## Druhy korzárů
Korzáři nebyli jednou velkou skupinou sužující všechna pobřeží. Ve skutečnosti existovalo mnoho států a frakcí korzárů v Haradu, Rhûnu a jiných regionech. Jejich přístavy a kolonie byly útočištěm dezertérů a kriminálníků a otroctví bylo na denním pořádku. Korzáři nejčastěji zotročovali primitivní národy z Haradu a východu, avšak mezi jejich otroky nechyběli ani Elfové nebo Gondorští Dúnadani. V Pánu prstenů a Silmarillionu byla popsána jedna z těchto frakcí - Korzáři z Umbaru, v expandovaném univerzu a rozšířených zdrojích se však zmiňují mnohé další. K těmto frakcím, ať už z expandovaných zdrojů nebo od Tolkiena samotného, patří:
Korzáři z Umbaru - Korzáři z řad Temných Dúnadanů. Po Občanské válce v Gondoru poražení Castamirovi stoupenci uprchli z Gondoru do Umbaru a ostatních jižních provincií Gondoru, které se odtrhly.
Po jejich vzniku se ihned spojili s Haradskými, Umbarskými a Černými Númenorejci proti Gondoru a spolupracovali s nimi během Haradských válek i dlouho po nich.  V roce 1540 Gondorský král Aldamir byl během této války zabit. Angamait a Sangahyand, potomci stoupenců Castamira, vedli Umbarské korzáry na sever, kde zpustošili Pelargir a zabili krále Minardila, který se zde zrovna nacházel (rok 1634). V následujících letech Gondor utrpěl těžké ztráty na životech kvůli morové epidemii a korzáři opět zaútočili. Pustošili osady podél řeky Anduiny až po Lossarnach a gondorská pobřeží od ithilienu až po Anfalas, až nakonec král Telumehtar (později řečený Umbardacil) pomstil Minardilovu smrt, usmrtil mnoho Umbraských společně s některými z posledních potomků Castamira, vyhnal korzáry a znovu dobyl město Umbar (rok 1810). Umbar však dlouho pod Gondorskou kontrolou nevydržel a krátce poté ho s pomocí Haradských Černí Númenorejci dobyli zpět, po čemž se Umbarští korzáři vrátili a obnovili své pozice. Númenorejská krev byla v Umbraských korzárech velmi slabá, a tak to už nebyli lidé z řad Adûnaim (Númenorejců), ale Banadûnaim, neboli Polonúmenorejců. 
Korzáři obnovili své útoky podél pobřeží Gondoru v době vlády správce Ciriona, a v roce 2746 byli korzáři zapojeni do konfliktu s knížectvím Dol Amrothu, kde byl zabit jeho patnáctý kníže. Korzáři poté dlouho připravovali velkou sílu, která se skládala ze tří velkolepých flotil. V roce 2758 flotily vypluly z Umbaru a Haradu a přepadly a přistály na gondorském pobřeží, na sever až k ústí Isenu. Cestou nahoru na Lefnui a Isen pomohli Dunlenďanům, kteří okupovali Rohan, ale před jarem roku 2759 správce Beregond přemohl tyto útočníky. V době vlády správce Ectheliona II. ho muž pod jeho službami známý jako Thorongil varoval, že korzáři z Umbaru staví novou flotilu ve svém přístavu, a která se stávala stále větším a větším nebezpečím pro Jižní léna. S malou flotilou podnikl Thorongil překvapivý útok, spálil velkou část jejich lodí a umsrtil Kapitána Umbaru. Během bitvy na Pelennorských polích flotila korzárů plenila Lebennin, když Aragorn zajal jejich lodě a vesloval je do Minas Tirith, aby prorazil obléhání města. Hrozba korzárů byla nakonec ukončena za vlády krále Elessara, když na počátku Čtvrtého věku uzavřeli Umbarští, Haradští a Černí Númenorejci mír s Gondorem, který byl nyní součástí tzv. Obnoveného království.
Korzáři z Rhûnu - Tito korzáři se nacházeli na východně, na území regionů Rhûnu, kde plenili Rhûnská pobřeží a proplouvali i podél řek do vnitrozemí, kde napadali místní kmeny žijící podél řek a bohatá města Východňanů i země Blízkého Rhûnu. Tito korzáři se dělili na několik skupin a mezi jejich nepřátele patřili Mořští Východňané a Říční Východňané.
Bílí korzáři - Bílí korzáři z Ban-Alkarháde byli volnou aliancí námořních nájezdníků, většinou z Azrukadaru nebo poloostrova Slonoviny, a částečně i Umbarských exulantů, kteří obtěžovali  jih Haradu a jižní země ve Třetím věku. Měli vliv na pobřežní země a kolonie Ulmického pobřeží a byli schopni ovládnout velké části země Ulûmu-Lâi, kde dobyli mnoho pobřežních měst, zejména Whitesmile, kde brzy splynuli místním obyvatelstvem, z nichž mnozí byli potomky Korzárů Šarlatu.
Korzáři z Narneru - Korzáři z Narneru byli pirátské země z východních zemí, které kolonizovaly země Narneru, Ka'ish a V'Shrang a odsud podnikali nájezdy proti místním zemím a národům na východě. Pravděpodobně byli potomci nebo lidé z řad Banadûnaimů, kteří zde žili a měli na východě své kolonie.
Korzáři Belegaeru -  Korzáři z Haradských pobřeží jižně od Umbaru. Jsou to míšenci Haradských a Númenorejců a často sloužili zemím Černých Númenorejců jako žoldnéři.
Korzáři Haragaeru - Existovali v Haragaeru, jižních a východních zemích nacházejících se kolem Vnitřního moře, na jejichž pobřežích měli své kolonie, z nichž podnikali své loupeživé výpravy nebo byli najímáni jako žoldnéři Černými Númenorejci a jinými zeměmi nacházejícími se v tomto regionu. Často byli v konfliktu s korzáry Theryn Aeru.
Utûmští korzáři - Korzáři ze severu, kteří obývali severní pobřeží Forodwaithu, Dor-Bendoru, Ûrdu a Helkearu, odkud podnikali útoky proti lidem na jihu. Nebyli moc vyspělí ani agresivní. Podnikali nájezdy během zimy a přes většinu roku se zabývali lovem zvěře.
Korzáři Theryn Aeru - Korzáři z řad Gondorských Renegátů, kteří dezertovali z Gondorské armády a utekli do Haradu. Zde se zorganizovali do frakcí a podnikali nájezdy podél pobřeží Haradu na východě a v jeho vnitrozemí. Jejich častým cílem byly Haradské země Siraynu a země Chandu, jejichž vnitrozemí napadali podél řek. Jejich hlavním městem byl přístav Theryn Aeru v regionu Né Tava.
Korzáři Šarlatu - Korzáři z řad Černých Númenorejců. Pocházeli z kolonie i-Nazrakhû a byli potomky vojáků Královských Númenorejců, který střežili a vládli pobřeží Girtu ve Druhém věku. Od roku 1044 T.v. podnikali své nájezdy na jižní země Haradu a vytvořili obchodní partnerství se zeměmi Černých Númenorejců, ke kterým chovali respekt. Měli vlastní kulturu i tradice a jejich kolonie se nacházely v jižním Haradu a na východě.